# Corpus Lexicográfico do Português
O Corpus Lexicográfico do Português é um corpus linguístico da língua portuguesa; um conjunto de textos escritos e orais do português usado em análise. Iniciado com o projeto de investigação da Universidade de Aveiro, apoiado pela Fundação para a Ciência e a Tecnologia (FCT), que trabalha sobre textos antigos, particularmente sobre termos dicionarizados. Tendo como objetivos: 
- Promover a edição do termos e o tratamento em base de dados;[1]

- Disponibilizar informação filológica e lexical para os estudos portugueses;
- Dar um contributo para a elaboração de um Tesouro da Língua.

A memória textual de referência (séculos XVI a XIX) abrange como objeto principal os dicionários e as publicações de tipo paralexicográfico, incluindo os textos metaortográficos e as coletâneas de provérbios.